# 博西尔堂区 (路易斯安那州)
博西爾堂區（英語：Bossier Parish）是美国路易斯安那州西北部的一個堂區，北鄰阿肯色州，面積2,245平方公里。根據2020年美國人口普查，共有人口12萬8,746人。治所本頓（Benton），主要城市有博西爾城。該堂區成立於1843年2月24日，名稱以曾經擔任路易斯安那州议会議員及聯邦眾議員的皮埃·博西爾命名。